# Марія Аннунціата Австрійська
Марія Аннунціата Австрійська (нім. Maria Annunziata von Österreich, також Марія Аннунціата Габсбург-Лотаринзька,нім. Maria Annunziata von Habsburg-Lothringen, повне ім'я Марія Аннунціата Адельгейд Терезія Міхаела Кароліна Луїза Пія Ігнатія нім. Maria Annunziata Adelheid Theresia Michaela Karoline Luise Pia Ignatia; 31 липня 1876 — 8 квітня 1961) — австрійська ерцгерцогиня з династії Габсбургів, донька ерцгерцога Карла Людвіга та Марії Терези Португальської, принцеса-настоятелька Терезіанського інституту шляхтянок у Празі у 1894—1918 роках.
Літом 1902 року була заручена із герцогом Зігфрідом Баварським, але шлюб не відбувся.

## Біографія
Марія Аннунціата народилася о 19-й годині 31 липня 1876 року на віллі Вартхольц у Райхенау-ан-дер-Ракс, відомому курорті Австро-Угорської імперії. Вона стала первістком у родині ерцгерцога Карла Людвига Габсбурга та його третьої дружини Марії Терези Португальської. Своє ім'я новонароджена отримала на честь другої дружини батька — Марії Аннунціати Бурбон-Сицилійської. У колі сім'ї дівчинку кликали пестливим прізвиськом «Міана».
За два роки у неї з'явилась молодша сестра Єлизавета Амалія, а від попереднього шлюбу батька вона мала єдинокровних братів Франца Фердинанда, Отто Франца, Фердинанда Карла та сестру Маргариту Софію. Батько дуже любив дітей та вів щоденник, куди записував всі події із їхнього життя.

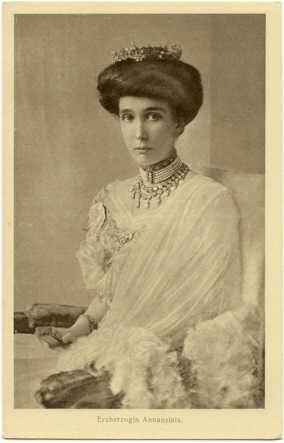
Марія Аннунціата

У віці 18 років Марія Аннунціата стала принцесою-настоятелькою Терезіанського інституту шляхтянок у Празі, змінивши на посаді Кароліну Марію Австрійську, яка взяла шлюб із принцом Саксен-Кобург-Готським. Ця посада не вимагала обітницю незайманості, й жінкам було дозволено вступати в шлюб.
За два роки Карл Людвіг Австрійський помер від тифу. Мати свій вплив при дворі зберегла і після смерті імператриці Сіссі виконувала функції першої леді. Для обох доньок вона підібрала наречених із правлячих династій.
І мати, і сама Марія Аннунціата, яка була дуже близькою до старшого брата, підтримували Франца Фердинанда у прагненні побратися із коханою жінкою Софією Хотек. Тільки вони зі всієї родини були присутніми на їхньому весіллі у липні 1900.

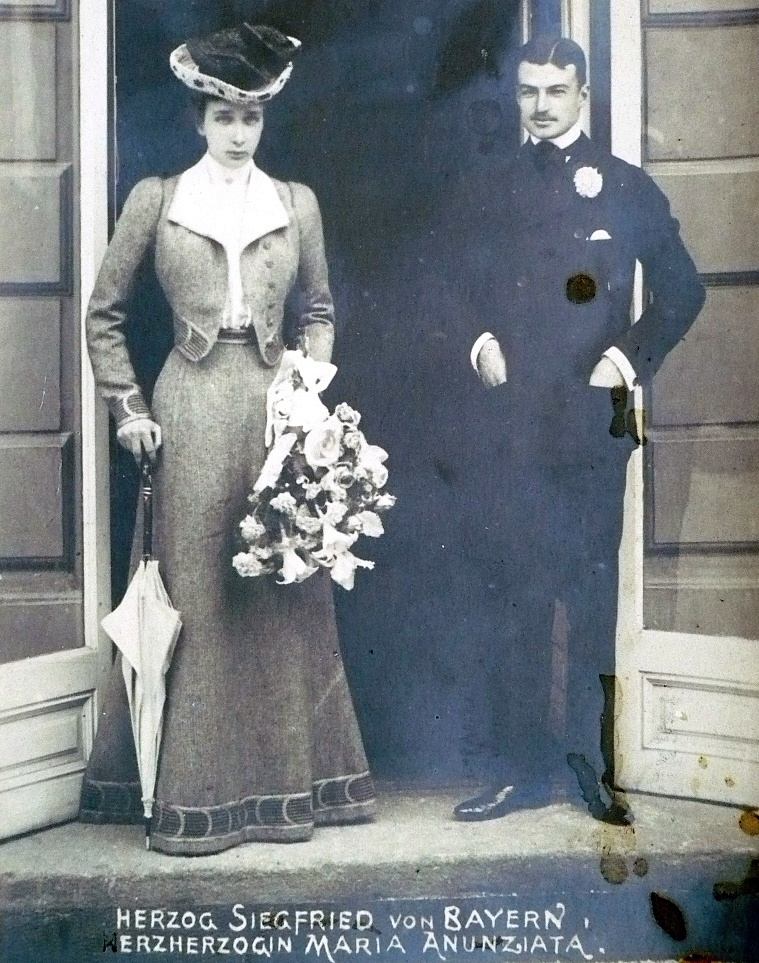
Марія Аннунціата та Зігфрід Баварський

15 червня 1902 року в Баварії було оголошено про заручини Марії Аннунціати із герцогом Зігфрідом Баварським, небожем імператриці Сіссі. У дитинстві вони багато часу провели разом, оскільки Зігфрід із братами був близьким до родини дядька, Карла Теодора Баварського, в той час як дружина останнього доводилася рідною сестрою Марії Терези Португальської, яка часто із доньками навідувала Поссенгофен. Як повідомлялося під час заручин, герцог, вже у дорослому віці, віддаючи візит Францу Фердинанду, в його домі знову побачився із Марією Аннунціатою та закохався в неї. Дівчина також визнавала, що глибоко кохає свого судженого.
Наречений був популярним і у Відні, і в Мюнхені, був чудовим наїздником. Наречену описували як вишукану, чарівну та привабливу дівчину, яка успадкувала гарний вигляд та яскраву зовнішність від матері. Вінчання було заплановане на початок серпня.
Перед весіллям наречені вирішили нанести візит бабусі Марії Аннунціати, Адельгейді Вертхайм-Льовенштайн, яка проживала в монастирі Святої Цецилії в містечку Коуз на острові Вайт у Англії. Разом з ними вирушили мати та сестра ерцгерцогині. Під час подорожі жінки мали змогу спостерігати у Зигфріда дивну поведінку, що була, як виявилося, наслідком нервових розладів.
Після повернення до Відня Міана попросила у дядька Франца Йосифа I дозволу розірвати заручини. Домовленість про шлюб була анульована за взаємною згодою. Про розірвання заручин було оголошено 5 серпня.
Її сестра наступного року одружилася із ліхтенштейнським принцом Алоїзом. Марія Аннунціата заміж так і не вийшла. Свої релігійні обов'язки настоятельки вона виконувала надалі набагато серйозніше, ніж її попередниці. В той час її змальовували «як дуже серйозну, якщо не сказати меланхолійну жінку».
У 1914 році її брата Франца Фердинанда було вбито у Сараєво, що стало приводом до початку Першої світової війни.
Останні роки життя ерцгерцогиня провела у своєї сестри Єлизавети Амалії в Ліхтенштейні. Померла у Вадуці 8 квітня 1961-го у віці 84 років. Похована у князівській усипальниці у крипті Катедрального собору Святого Флоріна у Вадуці.

## Нагороди
- Благородний орден Зоряного хреста (Австро-Угорщина);
- Великий хрест ордену Єлизавети (Австро-Угорщина);
- Великий хрест Мальтійського ордену;
- Орден королеви Марії Луїзи № 1002 (Іспанія);
- Орден Святої Єлизавети (Баварія).